# Голубенцев, Александр Александрович
Александр Александрович Голубенцев (20 января (1 февраля) 1899 года, Калуга — 4 октября 1979) — советский композитор.

## Биография
Учился в Петроградском университете на физико-математическом факультете и Петроградской консерватории у В. П. Калафати и А. К. Глазунова (окончил в 1922 году).
В 1924 году переехал в Москву. Работал заведующим музыкальной частью и композитором различных театров, в том числе в 1932—1935 годах — Реалистического театра и в 1935—1949 годах — Театра имени Евгения Вахтангова.
Кроме того, в 1932—1936 годах был педагогом на режиссёрском факультете ГИТИСа.
Умер в 1979 году. Похоронен на Митинском кладбище.

## Награды
Награждён медалью «За трудовую доблесть» (16 декабря 1946).

## Семья
Жена — Нина Архипова (1921— 2016), актриса.
- Дочь — Наталья Голубенцева (род. 1942), актриса, озвучивавшая Степашку в телепередаче «Спокойной ночи, малыши!».

## Сочинения
- опера «Бабье лето» (по пьесе Валентина Овечкина, концертное исп. Москва, 1951);
- музыкальная комедия «Любовь мушкетёра» (Иваново, 1959);
- для оркестра — Танцевальная сюита (1949), Рапсодия на испанские темы (1953);
- для скрипки и фортепиано — соната (1943);
- циклы романсов на сл. Анны Ахматовой (1923), Александра Пушкина (1945), советских поэтов (1948), Сергея Есенина (1957);
- музыка к спектаклям (более 100) и фильмам «Человек в футляре», «Укрощение строптивой», «Кубинская новелла».